# Juan Antonio Celdrán
Juan Antonio Celdrán Montoya, né le 25 mars 1936 à L'Hospitalet de Llobregat (province de Barcelone, Espagne), est un footballeur espagnol des années 1950 et 1960 qui jouait au poste de gardien de but. Il s'est ensuite reconverti en entraîneur.

## Carrière

### Joueur
Juan Antonio Celdrán rejoint le FC Barcelone à l'âge de 13 ans pour jouer avec les juniors. Il joue ensuite en équipe amateur et dans l'équipe réserve alors appelée SD España Industrial. Il est ensuite prêté à l'UA Horta en troisième division. 
Celdrán débute en première division avec le CD Condal (nouveau nom de l'équipe réserve du FC Barcelone) lors de la saison 1956-1957. Il joue au Condal jusqu'en 1960 lorsque Helenio Herrera l'appelle en équipe première.
Il reste pendant quatre saisons avec le FC Barcelone mais il ne joue guère car les deux autres gardiens sont les excellents Antoni Ramallets et José Manuel Pesudo. 
Celdrán est prêté à Osasuna pour la saison 1960-1961 où l'équipe est championne de la deuxième division tandis que Celdrán est le gardien qui encaisse le moins de buts. Il retourne ensuite au Barça. Il ne joue en tout que quatre matchs de championnat avec Barcelone, mais dans son palmarès figurent un titre de champion d'Espagne, une Coupe d'Espagne et une Coupe des villes de foire.
Celdrán est ensuite transféré à l'Elche CF où il joue pendant deux saisons, puis il signe au Pontevedra CF où il reste pendant cinq ans.
En 1970, il revient en Catalogne pour jouer avec l'UE Sant Andreu où il met un terme à sa carrière de joueur.
Au total, Juan Antonio Celdrán dispute 126 matchs dans les divisions professionnelles espagnoles, encaissant 144 buts.

### Entraîneur
Juan Antonio Celdrán devient ensuite entraîneur. Il entraîne l'UDA Gramenet, le CE Europa, le CF Lloret et l'AEC Manlleu.

## Palmarès
Avec le FC Barcelone :
- Championnat d'Espagne en 1960
- Vainqueur de la Coupe d'Espagne en 1963
- Vainqueur de la Coupe des villes de foires en 1960